# Isaac Herzog
Isaac Herzog (hebreiska: יצחק הרצוג), född 22 september 1960 i Tel Aviv, är en israelisk advokat, politiker och Israels president sedan 7 juli 2021. 
Han var arbetarepartiets ledare 2013–2017. Han har tidigare haft olika ministerposter, som socialminister, bostadsminister och minister för diasporan.
Han är son till tidigare presidenten Chaim Herzog och hans hustru Aura Herzog. Isaac Herzog är reservofficer med majors grad. Han är gift och har tre barn. Den 2 juni 2021 valdes han till ny president i Israel.